# Premios FAD de Arquitectura e Interiorismo
Los Premios FAD de Arquitectura e Interiorismo, comúnmente conocidos como Premios FAD, los concede la asociación ArquinFAD del Fomento de las Artes y del Diseño (FAD) en el mes de junio y se dirigen a personas, entidades o instituciones que hayan presentado, antes del 1 de febrero, obras terminadas durante el año anterior en la península ibérica y las islas. Fueron fundados en 1958 por el arquitecto Oriol Bohigas.
Los Premios FAD se instituyeron en 1958 con el objetivo de impulsar las corrientes de vanguardia y reconocer la calidad en los nuevos caminos e investigaciones abiertos entonces respecto a los lenguajes tradicionales.
Desde el año 2006, cinco familias de obras conceptualmente diferentes son las susceptibles de ser premiados:
- Arquitectura
- Interiorismo
- Ciudad y paisaje
- Intervenciones efímeras
- Pensamiento y crítica

## Historia
Los Premios FAD se crearon con la idea de recuperar los concursos de edificios y establecimientos que había convocado el Ayuntamiento de Barcelona entre 1899 y 1912, en una primera época que coincide con el auge del modernismo y con la configuración definitiva de la ciudad después de la demolición de las murallas, y en una segunda época, entre 1913 y 1930, coincidiendo con la eclosión del novecentismo.

## Galardonados

### Categoría Arquitectura
| Año  | Premiado | Obra                                                                    | Localización                                          |
| ---- | --- | ----------------------------------------------------------------------- | ----------------------------------------------------- |
| 1958 | Guillermo Giráldez Dávila & Pedro López Íñigo & Xavier Subías i Fages                                                  | (Facultad de Derecho)                                                   |                                                       |
| 1959 | Oriol Bohigas & Josep Maria Martorell                                                                                  | (Manzana Pallars)                                                       |                                                       |
| 1960 | José Antonio Coderch                                                                                                   | (Edificio Juan Sebastián Bach)                                          |                                                       |
| 1961 | Francesc Bassó & Joaquim Gili                                                                                          | (Sede de la Editorial Gustavo Gili)                                     |                                                       |
| 1962 | Oriol Bohigas & Josep Maria Martorell                                                                                  | (Manzana Escorial)                                                      |                                                       |
| 1963 | Antoni Bonet i Castellana                                                                                              | Canódromo Meridiana                                                     | Barcelona                                             |
| 1964 | Ricardo Bofill | (Edificio Nicaragua)                                                    |                                                       |
| 1965 | Josep Maria Sostres | (El Noticiero Universal)                                                |                                                       |
| 1966 | J. Martorell & O. Bohigas & D. Mackay                                                                                  | (Edificio Borrell)                                                      |                                                       |
| 1967 | Lluís Cantallops & Jaume Rodrigo                                                                                       | (Residencia Mare Güell)                                                 |                                                       |
| 1968 | Pere Llimona & Xavier Ruiz                                                                                             | (Edificio Via Augusta)                                                  |                                                       |
| 1969 | Jaume Sanmartí | (Ampliación Clínica Corachán)                                           |                                                       |
| 1970 | no concedido | -                                                                       | -                                                     |
| 1971 | Federico Correa & Alfons Milà                                                                                          | (Edificio Atalaya)                                                      |                                                       |
| 1972 | Pep Alemany & Enric Poblet                                                                                             | (Quiosco de diarios en la Rambla)                                       |                                                       |
| 1973 | José Antonio Coderch                                                                                                   | (Edificios Banco Urquijo)                                               |                                                       |
| 1974 | Josep Lluís Sert | (Les Escales Park)                                                      |                                                       |
| 1975 | Esteve Bonell | (Edificio Frégoli)                                                      |                                                       |
| 1976 | S. Godia & J. Urgell & J. Laviña & P. Aixas                                                                            | (Edificio Mañé i Flaquer)                                               |                                                       |
| 1977 | no concedido | -                                                                       | -                                                     |
| 1978 | Lluís Clotet & Oscar Tusquets                                                                                          | (Chalet de Gloria Rognoni)                                              |                                                       |
| 1979 | Lluís Clotet & Oscar Tusquets                                                                                          | (Restaurant La Balsa)                                                   |                                                       |
| 1979 | J. Martorell & O. Bohigas & D. Mackay                                                                                  | (Edificio Riera la Salut)                                               |                                                       |
| 1980 | J. Bosch & J. Tarrús & S. Vives                                                                                        | (Centre La Farigola)                                                    |                                                       |
| 1981 | J. Benedito & A. Mateos & R. Valls                                                                                     | (Can Calvet)                                                            |                                                       |
| 1982 | E. Compta & C. Arañó & P. Mora                                                                                         | (Inst. Esportiva Antic Escorxador)                                      |                                                       |
| 1983 | Albert Viaplana y Helio Piñón                                                                                          | (Plaza de los Países Catalanes)                                         |                                                       |
| 1984 | Esteve Bonell & Francesc Rius                                                                                          | Velódromo de Horta                                                      | Barcelona                                             |
| 1985 | José Antonio Coderch                                                                                                   | Ampliación Escuela Técnica Superior de Arquitectura de Barcelona        | Barcelona                                             |
| 1985 | Oleguer Armengol & Carles Riart & Santiago Roqueta Matías                                                              | Coctelería Snooker                                                      | Barcelona                                             |
| 1986 | José Antonio Martínez Lapeña y Elías Torres                                                                            | (Jardines de Villa Cecilia)                                             |                                                       |
| 1987 | Jordi Garcés & Enric Soria                                                                                             | Centre Mora la Nova y Casa Hidalgo                                      | Alella, Barcelona                                     |
| 1988 | José Antonio Martínez Lapeña y Elías Torres                                                                            | (Hospital de Mora de Ebro) -Público-                                    |                                                       |
| 1988 | Jaume Bach & Gabriel Mora                                                                                              | (Caves Raventós, San Sadurní de Noya) -Privado-                         | San Sadurní de Noya                                   |
| 1988 | Lluís Clotet e Ignacio Paricio                                                                                         | (Nau Simon, Canovellas) -Privado-                                       |                                                       |
| 1989 | Lluís Clotet & Ignacio Paricio                                                                                         | (Banco de España, Gerona) -Público-                                     |                                                       |
| 1989 | Jordi Garcés & Enric Soria                                                                                             | (Casa Salgot, San Felíu de Guixols) -Privado-                           |                                                       |
| 1989 | Tonet Sunyer | (Vivenda Cavallers) -Privado-                                           |                                                       |
| 1990 | Arata Isozaki | (Palau Sant Jordi, Barcelona) -Público-                                 |                                                       |
| 1990 | Ricard Balcells | (Pabellones Centro de Alto Rendimiento, San Cugat del Vallés) -Público- |                                                       |
| 1990 | J. Forgas & T. Gimeno & J. Pascual                                                                                     | (Nau Industrial, Riudellots) -Privado-                                  |                                                       |
| 1991 | Jordi Garcés & Enric Soria                                                                                             | (Palau Vall Hebrón) -Público-                                           |                                                       |
| 1991 | Enric Miralles y Carme Pinós                                                                                           | (Cementerio de Igualada) -Público-                                      | Igualada                                              |
| 1991 | Francesc Rius | (Casa Rius-Fina, Bolvir) -Privado-                                      |                                                       |
| 1992 | Norman Foster | (Torre de Collserola) -Público-                                         |                                                       |
| 1992 | José Antonio Martínez Lapeña y Elías Torres                                                                            | (Viviendas Villa Olímpica) -Privado-                                    |                                                       |
| 1993 | Albert Viaplana y Helio Piñón                                                                                          | Centro de Cultura Contemporánea de Barcelona (CCCB)                     | Barcelona                                             |
| 1994 | Manuel Brullet y Alfonso de Luna                                                                                       | Instituto en Vilasar de Mar                                             | Vilasar de Mar, Barcelona                             |
| 1994 | Rafael Moneo y Manuel de Solà-Morales                                                                                  | L'illa Diagonal                                                         | Barcelona                                             |
| 1995 | no concedido | -                                                                       | -                                                     |
| 1996 | Josep Llinàs | Restauración Teatro Metropol                                            | Tarragona                                             |
| 1997 | Manuel Ruisánchez & Xavier Vendrell                                                                                    | Escola Riumar                                                           | Deltebre, Tarragona                                   |
| 1998 | Lluís Jubert & Eugenia Santacana                                                                                       | (Casa Jordi Cantarell, Púbol)                                           |                                                       |
| 1999 | João Luis Carrilho da Graça                                                                                            | Pabellón del Conocimiento                                               | Expo '98, Lisboa                                      |
| 2000 | Rafael Moneo | Kursaal                                                                 | San Sebastián                                         |
| 2001 | Luis Moreno Mansilla y Emilio Tuñón                                                                                    | Museo de Bellas Artes de Castellón                                      | Castellón                                             |
| 2002 | José Miguel Roldán Andrade & Mercè Berenguer                                                                           | Cases M-M                                                               | Sardañola del Vallés                                  |
| 2003 | Arturo Freddiani | Casa Garriga Poch                                                       | Lles, Lérida                                          |
| 2004 | Enric Miralles y Benedetta Tagliabue                                                                                   | Aulas Campus Universitario de Vigo                                      | Vigo                                                  |
| 2004 | (ex aequo) Francisco Mangado                                                                                           | Palacio de Congresos y Auditorio de Navarra (Baluarte)                  | Pamplona                                              |
| 2004 | (ex aequo) Carlos Ferrater, José María Valero con Félix Arranz y Elena Mateu                                           | Estación Intermodal "Zaragoza Delicias"                                 | Zaragoza                                              |
| 2004 | (mención especial) Ignacio Quemada Sáenz-Badillos                                                                      | Bodegas Juan Alcorta                                                    | Logroño                                               |
| 2005 | Eduardo Souto de Moura                                                                                                 | (Monte Crasto, Parque Norte, Braga)                                     |                                                       |
| 2006 | Josep Llinàs | Biblioteca Jaume Fuster                                                 | Barcelona                                             |
| 2007 | Ignacio Laguillo y Harald Schonegger                                                                                   | Juzgados de Antequera                                                   | Antequera, Málaga                                     |
| 2008 | Emiliano López & Mónica Rivera                                                                                         | Edificio VPO de Barcelona                                               | Barcelona                                             |
| 2009 | João Maria Trindade | EBG - Estación Biológica del Garducho                                   | Herdade dos Guizos, Granja Amarella, Mourao, Portugal |
| 2010 | Francisco Leiva Ivorra (Grupo Aranea)                                                                                  | IES Rafal                                                               | Rafal, Alicante                                       |
| 2010 | (mención del jurado) José María Sánchez                                                                                | Centro de tecnificación de actividades físico-deportivas y de ocio      | Embalse de Gabriel y Galán, Granadilla, Cáceres       |
| 2011 | Luis Mansilla y Emilio Tuñón Álvarez                                                                                   | Hotel Atrio                                                             | Cáceres                                               |
| 2011 | Ricardo Bak Gordon | Casas en Santa Isabel                                                   | Lisboa                                                |
| 2012 | Iñaki Carnicero, Alejandro Virseda y Ignacio Vila                                                                      | Centro Cultural Matadero                                                | Madrid                                                |
| 2013 | Toni Gironés | Espai del Túmul                                                         | Seró                                                  |
| 2013 | Pedro Domingos | Escola Básica                                                           | Sever do Vouga                                        |
| 2014 | João Pedro Falcão de Campos                                                                                            | Percurso Pedonal Assistido                                              | Lisboa                                                |
| 2015 | Elisabet Capdeferro y Ramón Bosch                                                                                      | Casa Bastida                                                            | Bagur                                                 |
| 2015 | Pedro Campos Costa | Ozadi Hotel                                                             | Tavira                                                |
| 2016 | Francisco Vieira de Campos, Cristina Guedes y João Mendes Ribeiro                                                      | Arquipélago Contemporary Arts Centre                                    | Azores                                                |
| 2017 | Luis Mansilla y Emilio Tuñón Álvarez                                                                                   | Museo de las Colecciones Reales                                         | Madrid                                                |
| 2018 | Carles Oliver Barceló, Antonio Martín Procopio, Joaquín Moyá Costa, Alfonso Reina Ferragut, Maria Antònia Garcías Roig | 14 Viviendas Públicas                                                   | Sant Ferran de Ses Roques                             |

### Categoría Interiorismo
| Año  | Premiado                                                                 | Obra | Localización                              |
| ---- | ------------------------------------------------------------------------ | --- | ----------------------------------------- |
| 2004 | João Mendes Ribeiro (arquitecto)                                         | Pátio da Inquisiçao e centro de artes visuais. Reconversâo da ala poente do antiguo colégio das artes                               | Coímbra, Portugal                         |
| 2008 | Vaillo & Irigaray + Daniel Galar Irurre (arquitectos)                    | Joyería D | Calle Francisco Bergamin 7, Pamplona      |
| 2009 | Francesc Rifé (interiorista y diseñador industrial)                      | Gastromium | Calle Ramón Carande, 12, Sevilla          |
| 2010 | Merche Alcalá García (interiorista) Marion Dönneweg (diseñadora gráfica) | I+DRINK | Calle Campoamor, 27, Oviedo               |
| 2017 | Victoria Acebo, Angel Alonso                                             | Pontejos 9 | Calle Marqués Viudo de Pontejos 9, Madrid |
| 2018 | Jaume Mayol Amengual, Irene Pérez Piferrer                               | Can Picafort | Felicià Fuster, 37, Santa Margarita       |
| 2019 | Matilde Peralta del Amo                                                  | Restauración de la sala de lectura de la biblioteca y espacios circundantes del edificio tradicional de Cibeles del Banco de España | Alcalá, 48, Madrid                        |

### Categoría Ciudad y Paisaje(anteriormente Espacios Exteriores)
| Año  | Premiado | Obra                                                                      | Localización                         |
| ---- | --- | ------------------------------------------------------------------------- | ------------------------------------ |
| 1993 | Imma Jansana                                                                                                  | Paseo Marítimo de Gavá                                                    | Delta del Llobregat                  |
| 1994 | Imma Jansana                                                                                                  | Mirador del Delta del Llobregat                                           | Delta del Llobregat                  |
| 2003 | Javier López y Ramón Pico                                                                                     | sendero en el Pinar de Algaida                                            | Parque natural de la Bahía de Cádiz  |
| 2004 | Rafael Aranda, Carme Pigem y Ramon Vilalta, RCR Arquitectes                                                   | Alberca y exteriores en la vila de Trincheria                             | La Vila, Vall de Bianya, La Garrocha |
| 2009 | Margarita Jover, Iñaki Alday (Alday Jover Arquitectos), Christine Dalnoky (paisajista) (L'Atelier de Paysage) | Parque del agua (junto a la Exposición Internacional de Zaragoza de 2008) | Meandro de Ranillas, Zaragoza        |
| 2010 | Carlos Ferrater, Xavier Martí (OAB) (arquitectos)                                                             | Paseo marítimo de la Playa Poniente                                       | Benidorm                             |
| 2017 | Claudi Aguiló i Aran, Albert Domingo i Ollé, Xavier Vendrell                                                  | Rehabilitación del parque Joan Oliver                                     | Badia del Vallès                     |
| 2018 | José Adrião                                                                                                   | Praça Fonte Nova                                                          | Lisboa                               |

### Categoría Intervenciones efímeras
| Año  | Premiado | Obra                                                       | Localización                                                |
| ---- | --- | ---------------------------------------------------------- | ----------------------------------------------------------- |
| 2004 | Julia Schultz - Dornburg (arquitecta) Francesc Llorca (artista)                                                  | La Bossassona                                              | Barna Centre, Barcelona                                     |
| 2009 | Daniel Freixes i Melero, Eulalia González Masclans, Vicenç Bou Bosch, Vicente Miranda Blanco (Varis arquitectes) | Atracció Miramiralls, Parque de Atracciones Tibidabo       | Parque de Atracciones Tibidabo, Barcelona                   |
| 2010 | Francisco Aires Mateus, Manuel Aires Mateus (arquitectos)                                                        | Exposição Weltliteratur                                    | Fundação Calouste Gulbenkian, Avenida de Berna, 45A, Lisboa |
| 2016 | Alfredo Lérida, María Charneco, Guillermo López, Anna Puigjaner (arquitectos)                                    | Exposición Especies de Espacios MACBA                      | MACBA, Barcelona                                            |
| 2017 | Luis Martínez Santa-María, Roger Sauquet Llonch                                                                  | Columnas conmemorativas de los 30 años del Pabellón Alemán | Barcelona                                                   |
| 2018 | Carlos Azevedo, João Crisóstomo, Luís Sobral                                                                     | Pavilhão do Lago                                           | Porto                                                       |

### Categoría Pensamiento y Crítica
| Año  | Premiado | Obra |
| ---- | --- | --- |
| 2013 | Jacobo García-Germán Vázquez | Estrategias operativas en arquitectura. Técnicas de proyecto de Price a Koolhaas                                   |
| 2013 | Gilles Clément | El jardín en movimiento                                                                                            |
| 2013 | Raúl Castellanos Gómez | Plan Poché |
| 2017 | Carlos García Vázquez | Teorías e historia de la ciudad contemporánea                                                                      |
| 2017 | Lluís Alexandre Casanovas Blanco, Ignacio González Galán, Carlos Mínguez Carrasco, Alejandra Navarrete Llopis, Marina Otero Verzier | After belonging: the objects, spaces, and territories of the ways we stay in transit                               |
| 2018 | Jorge Torres Cueco, Clara E. Mejía Vallejo                                                                                          | La recherche patiente. Le Corbusier, cincuenta años después                                                        |
| 2018 | Javier Garcia-German | Thermodynamic interactions. An architectural exploration into physiological, material and territorial atmospheres. |

### categoría Internacionales
| Año  | Premiado                                                                  | Obra                 | Localización     |
| ---- | ------------------------------------------------------------------------- | -------------------- | ---------------- |
| 2016 | Eduardo Cadaval, Clara Sola-Morales                                       | Cordoba Reurbano     | Ciudad de México |
| 2017 | Miquel Batlle, Michele Orliac                                             | Jardín Niel          | Toulouse         |
| 2018 | Esteve Bonell Costa, Marc Collomb, Josep Maria Gil Guitart, Patrick Vogel | Parliament Vaudois   | Lausana          |
| 2018 | Jaume Mayol Amengual, Irene Pérez Piferrer                                | Escuela en Orsonnens | Orsonnens, Suiza |

### Premio FAD Honorífico
| Año  | Premiado      | Obra | Localización |
| ---- | ------------- | --- | ------------ |
| 1996 | Robert Brufau | por su contribución al desarrollo de la moderna Arquitectura Catalana (es la primera vez que se concede a una persona por su trayectoria profesional | Barcelona    |